# Liga ASOBAL 2020-2021
La Liga ASOBAL 2020-2021 è stata la 68ª edizione del torneo di primo livello del campionato spagnolo di pallamano maschile. 
La competizione, organizzata dalla RFEMB, è iniziata il 2 settembre 2020 e si è conclusa il 5 giugno 2021.

## Formula del torneo
Il campionato si svolge tra 18 squadre che si affrontano con la formula del girone unico all'italiana con partite di andata e ritorno.
Per ogni incontro i punti assegnati in classifica sono così determinati:
- due punti per la squadra che vinca l'incontro;
- un punto per il pareggio;
- zero punti per la squadra che perda l'incontro.

La squadra 1ª classificata al termine del campionato viene proclamata campione di Spagna.

## Squadre partecipanti
| Squadra                         | Città               | Palasport                                    | Capacità |
| ------------------------------- | ------------------- | -------------------------------------------- | -------- |
| FC Barcelona Lassa              | Barcellona          | Palau Blaugrana                              | 8,250    |
| ABANCA Ademar León              | León                | Palacio de los Deportes                      | 5,188    |
| Fraikin Granollers              | Granollers          | Palau d'Esports                              | 6,500    |
| Logroño La Rioja                | Logroño             | Palacio de los Deportes                      | 4,851    |
| Incarlopsa Cuenca               | Cuenca              | El Sargal                                    | 1,900    |
| Helvetia Anaitasuna             | Pamplona            | Anaitasuna                                   | 3,000    |
| Bada Huesca                     | Huesca              | Palacio de Deportes                          | 5,000    |
| Quabit Guadalajara              | Guadalajara         | Multiusos de Guadalajara                     | 5,894    |
| Recoletas Atlético Valladolid   | Valladolid          | Polideportivo Huerta del Rey                 | 5,500    |
| Bidasoa Irun                    | Irun                | Polideportivo Artaleku                       | 2,200    |
| Benidorm                        | Benidorm            | Palau d'Esports L'Illa                       | 2,500    |
| Ángel Ximénez Avia PG           | Puente Genil        | Alcalde Miguel Salas                         | 600      |
| Frigoríficos del Morrazo Cangas | Cangas              | O Gatañal                                    | 3,000    |
| Puerto Sagunto                  | Sagunto             | Pabellón Municipal                           | 1,500    |
| BM Nava                         | Nava de la Asunción | Polideportivo Guerreros Naveros              | 1,000    |
| DS Blendio Sinfín               | Santander           | La Albericia                                 | 600      |
| BM Cisne                        | Pontevedra          | Pabellón Municipal de Deportes de Pontevedra | 4,000    |
| Club Balonmano Villa de Aranda  | Aranda de Duero     | Pabellón "Príncipe de Asturias"              | 2,800    |

## Classifica finale
|  | Pos. | Squadra                                 | Pt | G  | V  | N | P  | GF   | GS   | DR   | Note                 |
|  | ---- | --------------------------------------- | -- | -- | -- | - | -- | ---- | ---- | ---- | -------------------- |
|  | 1.   | FC Barcelona Lassa                      | 68 | 34 | 34 | 0 | 0  | 1315 | 818  | +497 | EHF Champions League |
|  | 2.   | Bidasoa Irún                            | 53 | 34 | 26 | 1 | 7  | 987  | 864  | +123 | EHF European League  |
|  | 3.   | BM Logroño La Rioja                     | 47 | 34 | 23 | 1 | 10 | 994  | 915  | +79  | EHF European League  |
|  | 4.   | Fraikin Granollers                      | 47 | 34 | 23 | 1 | 10 | 1009 | 962  | +47  | EHF European League  |
|  | 5.   | Bada Huesca                             | 47 | 34 | 23 | 1 | 10 | 950  | 914  | +36  |                      |
|  | 6.   | Incarlopsa Cuenca                       | 43 | 34 | 20 | 3 | 11 | 949  | 927  | +22  |                      |
|  | 7.   | Abanca Ademar León                      | 34 | 34 | 19 | 1 | 14 | 975  | 924  | +53  |                      |
|  | 8.   | Ángel Ximénez Avia PG                   | 36 | 34 | 16 | 4 | 14 | 935  | 933  | +2   |                      |
|  | 9.   | Recoletas Valladolid                    | 35 | 34 | 16 | 3 | 15 | 1003 | 1006 | -3   |                      |
|  | 10.  | Helvetia Anaitasuna                     | 33 | 34 | 14 | 5 | 15 | 933  | 932  | +1   |                      |
|  | 11.  | BM Benidorm                             | 31 | 34 | 13 | 5 | 16 | 992  | 1000 | -8   |                      |
|  | 12.  | Viveros Herol Nava                      | 24 | 34 | 10 | 4 | 20 | 835  | 944  | -109 |                      |
|  | 13.  | Liberbank Cantabria Sifin               | 24 | 34 | 9  | 6 | 19 | 886  | 1001 | -115 |                      |
|  | 14.  | Frigoríficos del Morrazo                | 22 | 34 | 8  | 6 | 20 | 818  | 938  | -120 |                      |
|  | 15.  | Quabit Guadalajara                      | 22 | 34 | 9  | 4 | 21 | 907  | 978  | -71  | Retrocessione        |
|  | 16.  | Fertiberia Puerto Sagunto               | 18 | 34 | 6  | 6 | 22 | 917  | 1009 | -92  | Retrocessione        |
|  | 17.  | Dicsa Modular Cisne                     | 12 | 34 | 5  | 2 | 27 | 828  | 1036 | -208 | Retrocessione        |
|  | 18.  | Blasgon y Bodegas Ceres Villa de Aranda | 11 | 34 | 4  | 3 | 27 | 829  | 961  | -132 | Retrocessione        |